# Fluorapofil·lita-(NH₄)
La fluorapofil·lita-(NH₄) és un mineral de la classe dels silicats que pertany al grup de l'apofil·lita. Rep el nom per ser l'anàleg d'amoni (NH₄) de la fluorapofil·lita-(K).

## Característiques
La fluorapofil·lita-(NH₄) és un fil·losilicat de fórmula química (NH₄)Ca₄(Si₈O₂₀)F(H₂O)₈. Va ser aprovada com a espècie vàlida per l'Associació Mineralògica Internacional el 2019, sent publicada l'any 2020. Cristal·litza en el sistema tetragonal. La seva duresa a l'escala de Mohs es troba entre 4,5 i 5.
L'exemplar que va servir per a determinar l'espècie, el que es coneix com a material tipus, es troba conservat a les col·leccions del departament de mineralogia i petrologia del Museu Nacional de Praga, a la República Txeca, amb el número de catàleg: p1p 44/2019.

## Formació i jaciments
Va ser descoberta en una pedrera de la localitat de Vechec, al districte de Vranov nad Topľou (Regió de Prešov, Eslovàquia), on es troba formant agregats o crostes cristal·lines formades per cristalls individuals ben desenvolupats de fins a 4 mm de mida, en cavitats de xenòlits de quars-il·lita-saponita-tobelita incrustats en andesita. Aquesta pedrera eslovaca és l'únic indret de tot el planeta on ha estat descrita aquesta espècie mineral.